# Under Crimson Skies
Under Crimson Skies is een Amerikaanse avonturenfilm uit 1920 onder regie van Rex Ingram. Destijds werd de film in Nederland uitgebracht onder de titel De smokkelaars.

## Verhaal
Yank Barstow is de kapitein van een vrachtschip met bestemming Zuid-Amerika. Aan boord bevinden zich Vance Clayton, zijn vrouw Helen en hun dochter Peg. Vance beweert dat hij een lading piano's begeleidt. Kapitein Barstow ontdekt dat de kratten van Vance ammunitie voor rebellen bevatten, maar hij houdt zijn mond, omdat hij intussen verliefd is geworden op Helen. Als hij met zijn schip wil aanleggen in de haven, wordt kapitein Barstow gearresteerd en tot vijf jaar gevangenis veroordeeld. Hij weet te ontsnappen en sluit zich aan bij een groep strandjutters. Als kapitein Barstow erachter komt dat de rebellen de Amerikaanse ambassade willen bestormen, verzamelt hij de strandjutters om zich heen en verslaat de rebellen met hun hulp. Uiteindelijk wint de zeekapitein het hart van Helen.

## Rolverdeling
| Acteur             | Personage             |
| ------------------ | --------------------- |
| Elmo Lincoln       | Kapitein Yank Barstow |
| Harry von Meter    | Vance Clayton         |
| Mabel Ballin       | Helen Clayton         |
| Nancy Caswell      | Peg Clayton           |
| Frank Brownlee     | Dead Sight Burke      |
| Paul Weigel        | Plum Duff Hargis      |
| Dick La Reno       | Tweede stuurman       |
| Noble Johnson      | Baltimore Bucko       |
| Beatrice Dominguez | Eilandbewoonster      |
| Ethel Irving       |                       |